# Филатов, Дмитрий Иванович
Дмитрий Иванович Филатов (5 ноября 1925, д.Турово, Владимирская область, РСФСР, СССР — 20 февраля 2004, Смоленск, Российская Федерация) — советский партийный и государственный деятель, председатель Смоленского исполнительного комитета областного Совета (1969—1987).

## Биография
Начав свой трудовой путь главным агрономом Починковской МТС, Дмитрий Иванович в дальнейшем работал секретарем райкома партии, председателем Починковского райисполкома, затем первым секретарем Демидовского райкома КПСС, первым заместителем председателя Смоленского облисполкома.
С 1969 по 1987 гг. — председатель исполкома Смоленского областного Совета народных депутатов.
С 1987 г. на пенсии.

## Награды и звания
Награждён орденом Отечественной войны II степени, тремя орденами Трудового Красного Знамени, орденом «Знак Почёта», медалями.